# Stevie Wonder Live
Albums de Stevie Wonder
My Cherie Amour
(1969) Live at the Talk of the Town
(1970)
Stevie Wonder Live est le deuxième album live de Stevie Wonder,  sorti en mars 1970 sur le label Tamla (Motown). 
D'une durée de 60 minutes et 48 secondes, il s'agit d'un LP d'une durée supérieure à la moyenne, la plupart des enregistrements de l'époque ne dépassant pas 40 à 50 minutes.
Le maître de cérémonie est le DJ Scott Regen de Détroit, également historien musical pour la radio WKNR (en), que l'on avait déjà entendu sur les albums Temptations Live! (en) et Four Tops Live! (en) en 1966.

## Liste des pistes
L'album sort le 6 mars 1970 chez Tamla (référence T-298).
| 1. | Intro / Pretty World                                    | Antonio Adolfo, Alan Bergman, Marilyn Bergman (en), Tiberio Gaspar | 3:20 |
| 2. | Sunny                                                   | Bobby Hebb                                                         | 2:41 |
| 3. | Love Theme from "Romeo And Juliet" (A Time for Us) (en) | Nino Rota, Eddie Snyder (en), Larry Kusik (en)                     | 3:00 |
| 4. | Shoo-Be-Doo-Be-Doo-Da-Day                               | Henry Cosby, Sylvia Moy, Stevie Wonder                             | 5:35 |
| 5. | Everybody's Talkin'                                     | Fred Neil                                                          | 2:53 |
| 6. | My Cherie Amour                                         | Henry Cosby, Sylvia Moy, Stevie Wonder                             | 2:55 |
| 7. | Yester-Me, Yester-You, Yesterday                        | Ron Miller, Bryan Wells                                            | 2:36 |
| 8. | I've Gotta Be Me / Once in a Lifetime                   | Walter Marks (en), Leslie Bricusse, Anthony Newley                 | 5:50 |

| Face B | Face B                               | Face B                                                              | Face B | Face B | Face B | Face B | Face B | Face B | Face B |
| No     | Titre                                | Auteur                                                              | Durée  |        |        |        |        |        |        |
| ------ | ------------------------------------ | ------------------------------------------------------------------- | ------ | ------ | ------ | ------ | ------ | ------ | ------ |
| 9.     | A Place in the Sun                   | Ron Miller, Bryan Wells                                             | 2:20   |        |        |        |        |        |        |
| 10.    | Down to Earth                        | Ron Miller, William O'Malley, Avery Vandenberg                      | 2:24   |        |        |        |        |        |        |
| 11.    | Blowin' in the Wind                  | Bob Dylan                                                           | 6:30   |        |        |        |        |        |        |
| 12.    | By the Time I Get to Phoenix         | Jimmy Webb                                                          | 4:00   |        |        |        |        |        |        |
| 13.    | Ca' Purange                          | Mussapere                                                           | 6:45   |        |        |        |        |        |        |
| 14.    | Alfie                                | Burt Bacharach, Hal David                                           | 5:00   |        |        |        |        |        |        |
| 15.    | For Once In My Life / Thank You Love | Ron Miller, Orlando Murden / Henry Cosby, Sylvia Moy, Stevie Wonder | 3:30   |        |        |        |        |        |        |
| 60:48  |                                      |                                                                     |        |        |        |        |        |        |        |

## Personnel
- Stevie Wonder - voix, clavinet sur Shoo-Be-Doo-Be-Doo-Da-Day, batterie sur Ca' Purange
- Scott Regen - maitre de cérémonie

## Classement
L'album se classe durant 15 semaines au Billboard 200, obtenant la 81e position le 30 mai 1970.